# 생활 시뮬레이션 게임

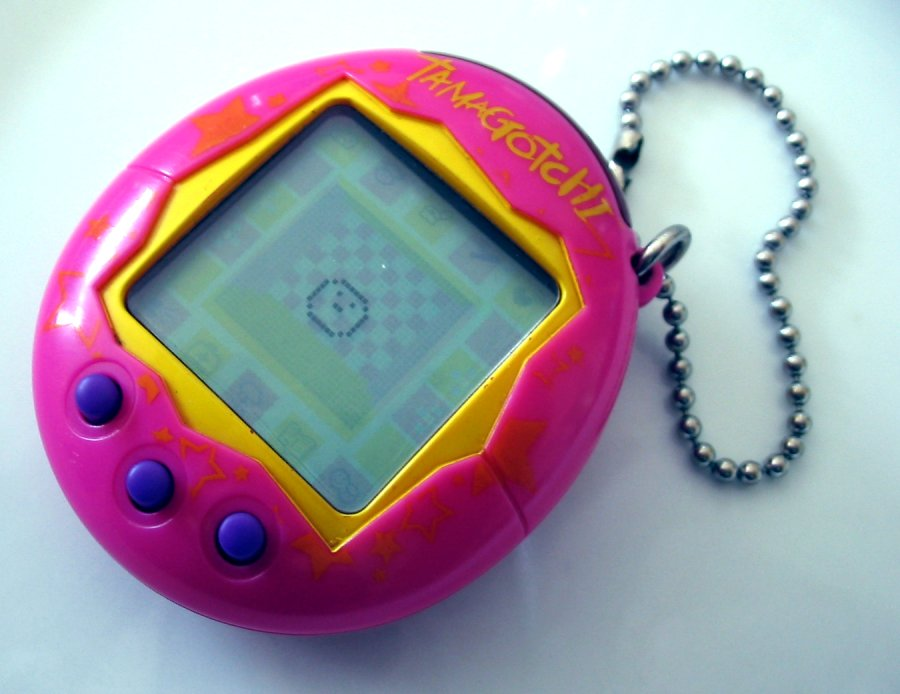

생활 시뮬레이션 게임(life simulation game, artificial life games)은 플레이어가 하나 이상의 가상 캐릭터(인간 또는 그 외)의 삶을 살거나 제어하는 시뮬레이션 게임의 하위 장르이다. 이러한 게임은 "개인과 관계"를 중심으로 하거나 "생태계 시뮬레이션"일 수 있다. 다른 용어로는 인공 생명 게임과 시뮬레이션 생활 게임(SLG)이 있다.

## 정의
생활 시뮬레이션 게임은 "가상 생활을 유지하고 성장시키는 것"에 관한 게임으로, 플레이어는 자율적인 사람이나 생명체의 삶을 제어할 수 있는 권한을 부여받는다. 인공 생명 게임은 컴퓨터 과학의 인공생명 연구와 관련이 있다. 하지만 "연구보다는 오락을 목적으로 하기 때문에, 상업용 A-life 게임은 A-life 연구가 탐구하는 것의 일부만을 구현한다." 이 광범위한 장르에는 부족 숭배자들을 관리하는 데 중점을 둔 신 게임과 하나 또는 여러 동물에 중점을 둔 디지털펫이 포함된다. 또한 플레이어가 여러 세대에 걸쳐 생명체 집단을 관리하는 유전적 인공 생명 게임도 포함된다.

## 역사
인공 생명 게임과 생활 시뮬레이션은 1970년대의 라이프 게임을 포함한 인공생명 연구에서 유래했다. 그러나 최초의 상업적으로 실행 가능한 인공 생명 게임 중 하나는 1985년의 리틀 컴퓨터 피플이었다. 이 게임은 코모도어 64 게임으로, 플레이어가 가상 주택에 사는 캐릭터들에게 요청을 입력할 수 있게 해주었다. 이 게임은 이후 등장할 가상 생활 시뮬레이터 게임의 잘 알려지지 않은 선구자로 언급된다. 최초의 연애 시뮬레이션 게임 중 하나인 천사들의 오후는 같은 해 16비트 NEC PC-9801 컴퓨터용으로 출시되었지만, 연애 시뮬레이션 요소는 세가의 1984년작 걸즈 가든에서 더 일찍 찾아볼 수 있다.
1990년대 중반에는 펫츠와 다마고치와 같은 가상 펫이 등장하기 시작했다. 비슷한 시기에 크리쳐스는 "인공 생명 및 유전 알고리즘의 최초의 본격적인 상업적 엔터테인먼트 애플리케이션"이 되었다. 2000년에는 심즈가 리틀 컴퓨터 피플에서 선보인 공식을 다듬어 현재까지 만들어진 인공 생명 게임 중 가장 성공적인 게임이 되었다.
2008년에는 스포어가 출시되어 생활 시뮬레이션 게임에서 혁신적인 게임 플레이의 주목할 만한 예시가 되었으며, 다양한 비디오 게임 장르의 요소를 차용했다. 플레이어가 자신만의 외계 종족을 개발하고 다양한 생명 단계를 통해 제어하는 스포어는 해당 단계에 따라 다른 게임 플레이 스타일을 특징으로 했다. 미생물 연못 레벨(세포 단계)은 단순한 액션 게임으로 묘사되었고, 최종 단계에서는 성간 제국(우주 단계)을 건설할 수 있으며, 전략 게임 장르의 느슨한 요소를 특징으로 했다.
2013년에는 스라이브의 첫 플레이 가능한 버전이 출시되었다. 스라이브의 아이디어는 스포어의 "귀엽고" 단순화된 접근 방식에 비해 "과학적으로 더 정확한" 관점에서 설계되었다. 스포어와 유사하게 스라이브는 여러 단계로 나뉘며, 그 중 첫 번째 단계만 완성되었고 나머지 9개 단계는 현재 개발 중이다.

## 유형

### 디지털 펫
디지털 펫은 플레이어가 시뮬레이션된 동물을 훈련, 유지, 관찰하는 인공 생명 게임의 하위 장르이다. 펫은 실제 동물의 시뮬레이션이거나 환상적인 펫일 수 있다. 더 큰 유기체 집단에 중점을 두는 유전적 인공 생명 게임과 달리, 디지털 펫 게임은 일반적으로 플레이어가 한 번에 하나 또는 몇 개의 펫과 상호 작용할 수 있게 해준다. 인공 생명 게임과 달리 디지털 펫은 일반적으로 번식하거나 죽지 않지만, 무시하거나 학대하면 펫이 도망가는 예외도 있다.
디지털 펫은 일반적으로 귀엽게 디자인되며, 플레이어에게 펫을 어떻게 영향을 미칠지 알려주는 다양한 감정과 행동을 표현한다. "풍부한 지능이라는 이러한 특성은 인공 펫을 다른 종류의 A-life와 구별한다. 다른 종류의 A-life에서는 개체가 간단한 규칙을 가지지만 집단 전체가 창발적 속성을 개발한다." 플레이어는 펫을 놀리거나, 손질하거나, 가르칠 수 있으므로 펫은 플레이어로부터 행동을 배울 수 있어야 한다. 그러나 이러한 행동은 일반적으로 "미리 프로그래밍되어 있으며 진정으로 창발적이지 않다."
게임 디자이너들은 일반적인 행동과 더 희귀한 행동을 섞어 플레이어의 관심을 유지하려고 노력하여 플레이어가 그들을 볼 때까지 계속 플레이하도록 동기를 부여한다. 그렇지 않으면 이러한 게임은 종종 승리 조건이나 도전을 결여하며, 논게임으로 분류될 수 있다. 닌텐도 DS용으로 닌텐독스와 같은 게임이 구현되었지만, 다마고치와 같이 열쇠고리에 구현된 간단한 전자 게임도 있다. 네오펫과 같은 수많은 온라인 펫 키우기/가상 펫 게임도 있다. 다른 펫 생활 시뮬레이션 게임으로는 온라인 쇼 도그 키우기 게임과 쇼 호스 키우기 게임이 있다.

### 생물학적 시뮬레이션
일부 인공 생명 게임은 플레이어가 여러 세대에 걸쳐 생명체 집단을 관리하고, 집단 전체를 위한 목표를 달성하도록 시도한다. 이러한 게임은 유전적 인공 생명 게임 또는 생물학적 시뮬레이션이라고 불려왔다. 플레이어는 생명체의 특성을 정의하는 유전자 또는 서술자 집합을 가진 생명체를 교배할 수 있다. 일부 게임은 무작위 또는 환경적 요인으로 인한 돌연변이도 도입하며, 이는 생명체가 번식할 때 집단에 이점을 줄 수 있다. 이러한 생명체는 일반적으로 수명이 짧으며, 예를 들어 크리쳐스 시리즈의 유기체는 30분에서 7시간 이상 생존할 수 있다. 플레이어는 자연선택의 힘이 자신의 집단을 형성하는 것을 볼 수 있지만, 특정 개체를 함께 번식시키거나 환경을 수정하거나 자신의 디자인에서 새로운 생명체를 도입함으로써 집단과 상호 작용할 수도 있다.
다른 생물학적 시뮬레이션 게임 그룹은 플레이어가 역할을 맡는 개별 동물의 삶을 시뮬레이션하려고 한다(플레이어가 전체 생태계를 시뮬레이션하는 대신). 여기에는 울프와 그 속편인 라이언, 유사한 울프퀘스트, 그리고 더 작은 규모의 오델 교육 시리즈가 포함된다.
또한, 많은 게임들이 느슨한 생물학적 또는 진화적 테마를 가지고 있지만 생물학이나 진화의 현실을 면밀히 반영하려고 시도하지는 않는다. 여기에는 "신 게임" 유형 내의 Evolution: The Game of Intelligent Life 및 스포어와, 아케이드/RPG 유형 내의 에코 및 EVO: 더 서치 포 에덴을 포함한 수많은 엔터테인먼트 소프트웨어 제품이 포함된다.

### 사회 시뮬레이션
사회 시뮬레이션 게임은 여러 인공생명 간의 사회적 상호 작용을 탐구한다. 일부 경우, 플레이어는 직접적인 통제 없이 단순한 관찰자일 수 있지만, 집을 만들고 꾸미고 캐릭터들이 상호 작용할 상황을 만드는 등 인공 생명의 환경에 영향을 미칠 수 있다. 이러한 게임은 때때로 가상 인형집이라고 불리는 인공 생명 게임의 하위 범주에 속한다. 심즈는 이러한 유형의 게임 중 가장 주목할 만한 예시이며, 1985년 게임 리틀 컴퓨터 피플의 영향을 받았다.
다른 게임에서는 플레이어가 다른 인공 생명들과 함께 살아가는 한 캐릭터로서 더 적극적인 역할을 맡아 돈을 벌거나 자신의 캐릭터를 유지하면서 다른 캐릭터들과 사회적 상호 작용을 통해 일반적으로 모든 캐릭터와 유익한 관계를 맺으려고 한다. 이 중 일부는 농업 시뮬레이션의 하위 장르에 속하며, 플레이어 캐릭터가 시골 환경에서 농장을 운영하며 작물을 재배하고 가축을 길러 농장을 유지하고 지역 주민들과의 관계를 개선하려고 노력한다. 이러한 게임으로는 목장이야기 및 동물의 숲 시리즈, 그리고 스타듀 밸리가 있다. 연애 시뮬레이션 게임은 이러한 유형의 게임과 관련이 있지만, 일반적으로 플레이어 캐릭터가 하나 이상의 컴퓨터 제어 캐릭터와 로맨틱한 관계를 추구하며, 이러한 게임은 일반적인 사회 시뮬레이션 게임에 비해 더 성인 취향의 관객을 대상으로 하는 경우가 많다. 연애 시뮬레이션 게임은 일반적인 시뮬레이션 게임 플레이보다 비주얼 노벨 게임 플레이 요소에 더 의존할 수 있다.

## 예시

### 생물학적 시뮬레이션
- 크레아투라 (Creatura) – 코크스니가 만든 가상 진화 비바리움으로, 과학적으로 정확한 유전학과 밀폐된 생태계 시뮬레이션에 중점을 둔다.
- 크리쳐스 시리즈, 크리쳐 랩스/게임웨어 개발
- 라이언 – 울프의 속편; 사자의 삶을 시뮬레이션한다.
- 오델 레이크와 오델 다운 언더, 수생 생물과 먹이 사슬에 대한 간단한 교육 게임
- 레인 월드 – 포스트 휴먼, 포스트 산업 생태계를 시뮬레이션한다.[19]
- 사우리아누스 – 헬 크리크 지층의 비조류 공룡의 삶을 시뮬레이션한다.
- 사이언스 호라이즌스 서바이벌 – 먹이 사슬에 대해서도 가르치는 초기 게임.
- 셸터와 셸터 2 – 마이트 앤 딜라이트가 만든 오소리와 스라소니 가족의 삶을 시뮬레이션한다.
- 심앤트 – 맥시스 게임으로, 플레이어가 개미 군체를 통제할 수 있게 해준다.
- 심어스 – 또 다른 맥시스 게임으로, 테라포밍과 행성의 지질학적 및 생물학적 발달을 안내한다.
- 심라이프 – 유전학과 생태계를 실험하는 또 다른 맥시스 게임.
- 심파크
- 스타워즈: 군간 프론티어는 플레이어가 제한된 식량 공급을 놓고 경쟁하는 생물들로 행성을 채우는 것을 시뮬레이션한다.[20]
- 스라이브 – 혁명 게임 스튜디오가 개발한 스포어의 오픈 소스 정신적 후속작으로, 더 정확한 생물학적 시뮬레이션에 중점을 둔다.
- 울프 – 생크추어리 우즈가 만든 늑대의 삶을 시뮬레이션한다.
- 울프퀘스트

#### 느슨하게 생물학 및 진화에서 영감을 받은 게임
일부 게임은 생물학이나 진화를 시뮬레이션하기보다는 테마로 삼는다.
- 앤세스터: 인류의 여정 (2019, 파나슈 디지털 게임즈) – 생존 게임으로, 플레이어가 개방적이면서도 적대적인 환경에서 영장류 무리를 이끌고 진화 과정을 감독한다.
- 크리쳐스 (인공 생명 프로그램) (1998–2002, 크리쳐 랩스) – 초기 '인공 생명' 프로그램으로, 크리쳐스 프랜차이즈에는 '노른'이라는 생명체가 등장하며, 각 노른은 다음 세대로 물려줄 수 있는 자신만의 '디지털 DNA'를 가지고 있다. 노른은 반자율적이지만 굶주림을 피하기 위해 환경과 상호 작용하도록 훈련되어야 한다.
- 큐비보어: 적자생존 (2002, 닌텐도) – 액션 어드벤처 게임.
- 에코 (1988, 오션)
- E.V.O.: 더 서치 포 에덴 (1992, 에닉스) – 진화하는 유기체를 다양한 단계에 걸쳐 묘사하는 아케이드 게임. '진화 점수'는 다른 생명체를 먹음으로써 얻으며 진화하는 데 사용된다.
- 플로우 (2006, 제노바 첸) – E.V.O.와 유사한 플래시 게임.
- L.O.L.: 사랑의 부족 (2000, 아스키 엔터테인먼트) – 롤플레잉 게임; 플레이어는 점차 몸을 변화시키고 능력을 향상시키는 생명체의 역할을 맡지만, 이는 더 다양한 성과, 종종 다른 생명체와의 사회적 상호 작용을 통해 이루어진다.
- 시맨 (2000, 비바리움) – 세가 드림캐스트용 가상 펫 비디오 게임.
- 세븐스 크로스 에볼루션 (1999, UFO 인터랙티브 게임즈) – 액션 게임.
- 스포어 (2008, 일렉트로닉 아츠) – 다중 장르 신 게임. 첫 번째와 두 번째 단계는 생물학 테마이지만, 두 번째 단계는 더 많은 롤플레잉 게임 요소를 포함한다.

### 사회 시뮬레이션
- 알터 에고 – 1986년 액티비전이 출시한 성격 컴퓨터 게임
- 동물의 숲 – 닌텐도의 생활 시뮬레이터 시리즈. 큐비보어, 도신 더 자이언트, 기프트피아와 마찬가지로 회사에서 "커뮤니케이션 게임"으로도 불렸다.[21]
- 아바킨 라이프 – 록우드 퍼블리싱의 다중 사용자 가상 커뮤니티
- 캐스터웨이 파라다이스
- 에키 – 미디어 리퍼블릭.
- 파사드 – 인공 지능 기반의 인터랙티브 스토리
- 목장이야기 시리즈 – 마벨러스 엔터테인먼트의 농업 시뮬레이터, 롤플레잉 게임, 연애 시뮬레이션이 합쳐진 게임.
- 아이돌마스터 – 남코(현 반다이 남코 엔터테인먼트)의 일본의 아이돌 육성 시뮬레이션 게임 시리즈로, 아이돌 멀티미디어 프랜차이즈가 되었다.
- 존스 인 더 패스트 레인 – 시에라 엔터테인먼트의 초기 생활 시뮬레이터 중 하나.
- 쿠도스 시리즈 – 포지테크 게임즈.
- 리틀 컴퓨터 피플 – 데이비드 크레인 작, 액티비전 출시 (1985)
- 마이 라이프 마이 러브: 보쿠노 유메: 와타시노 네가이 – 일본 패밀리컴퓨터 시스템용 생활 시뮬레이션
- 프린세스 메이커 시리즈 – 가이낙스의 육성 시뮬레이션으로, 플레이어는 입양된 딸을 성인이 될 때까지 키워야 한다. 최종 결과는 통치하는 여왕부터 평범한 주부, 심지어 플레이어가 딸을 제대로 돌보지 않으면 매춘부가 될 수도 있다.
- 리얼 라이브즈 – 교육 시뮬레이션에서 만든 교육용 생활 시뮬레이터로, 플레이어가 무작위로 세계 어딘가에 "태어나" 질병, 영양실조, 내전과 같은 제3세계의 어려움에 종종 직면해야 한다.
- 루츠 오브 파차 – 소다 덴이 개발 중인 선사 시대 배경의 생활 시뮬레이터.
- 천사들의 오후 – 최초의 연애 시뮬레이션 게임 중 하나로,[5] 같은 해 16비트 NEC PC-9801 컴퓨터용으로 출시되었다.[6]
- 심즈 – 윌 라이트 작, EA가 PC용으로 출시 (2000), 그리고 속편인 심즈 2 (2004), 심즈 3 (2009), 심즈 4 (2014).
- 친구모아 아파트 – 닌텐도
- 트루 러브 – (1995), 일본 에로게 연애 시뮬레이션이자 일반 생활 시뮬레이션 게임으로, 플레이어는 공부, 운동, 고용과 같은 일상 활동을 관리해야 한다.
- 버추얼 빌리지스 시리즈 – 라스트 데이 오브 워크.
- 문 RPG 리믹스 어드벤처 – 일본에서만 출시된 소셜 RPG로, 사랑의 부족과 기프트피아를 만든 같은 디자이너가 만들었다.
- 뉴욕 나이츠: 성공의 도시 – 게임로프트가 모바일 폰용으로 만들고 디자인한 소셜 시뮬레이션.
- 세컨드 라이프 – 2003년 린든 랩이 만들고 디자인한 특정 목표나 전통적인 게임 메커니즘이 없는 다중 사용자 가상 커뮤니티.
- 쉔무 – 1980년대 일본과 중국의 삶을 시뮬레이션하는 오픈 월드 비디오 게임 시리즈.[22]
- 월 스트리트 키드 – 사랑과 고액 금융의 균형을 맞추는 생활 시뮬레이션.
- 파라라이브즈 – PC 및 Mac용으로 개발 중인 인디 생활 시뮬레이션 게임.
- 인조이 – 크래프톤이 개발한 차기 생활 시뮬레이션 게임. 아직 얼리 액세스 상태이다.